# کامیشلینکا
کامیشلینکا (انگلیسی: Kamyshlinka) یک شهرک در شهرستان کارماسکالینسکی استان باشقیرستان کشور روسیه است.